# Dubbel omfattning

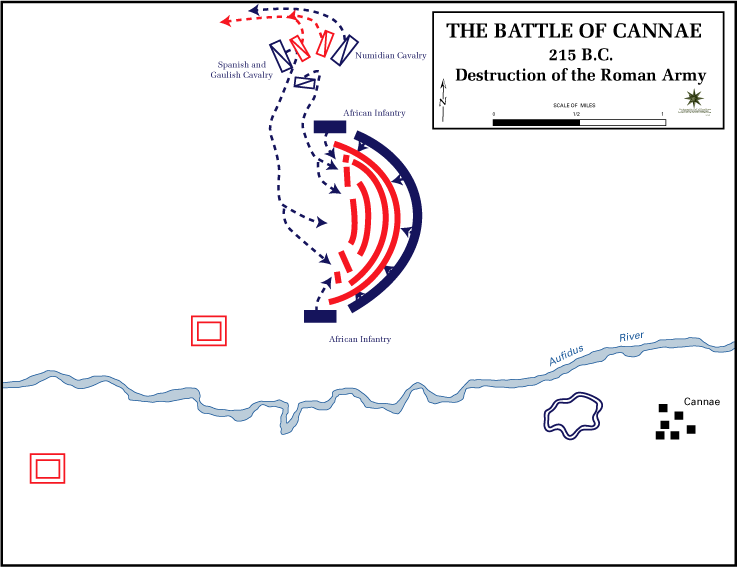
Slaget vid Cannae, med klassisk dubbel omfattning. Romarna (rött) stängs in av karthagerna (blått) sedan kavalleriet gått runt flankerna och anfallit i ryggen på romarna.

Dubbel omfattning, även kallad kniptångsmanöver, är en militär term som innebär att motståndaren innesluts genom samordnade anfall runt båda flankerna. Detta sker ofta tillsammans med dubbel överflygling för att stänga in motståndaren helt. Om de militära enheter som utför dubbel omfattning får kontakt med varandra på motsatta sidan, är motståndaren inringad och kan inte retirera utan måste slå sig ut ur inringningen eller få hjälp utifrån.
Typiska exempel på sådana slag: slaget vid Cannae 216 f.Kr., slaget vid Fraustadt 1706, slaget vid Tannenberg 1914, slaget vid Stalingrad (Operation Uranus) 1942–1943 samt Korsun-Tjerkassy-fickan 1944.
Tyskarnas blixtkrigsoperationer på östfronten under andra världskriget byggde ofta på dubbel omfattning.

## Galleri

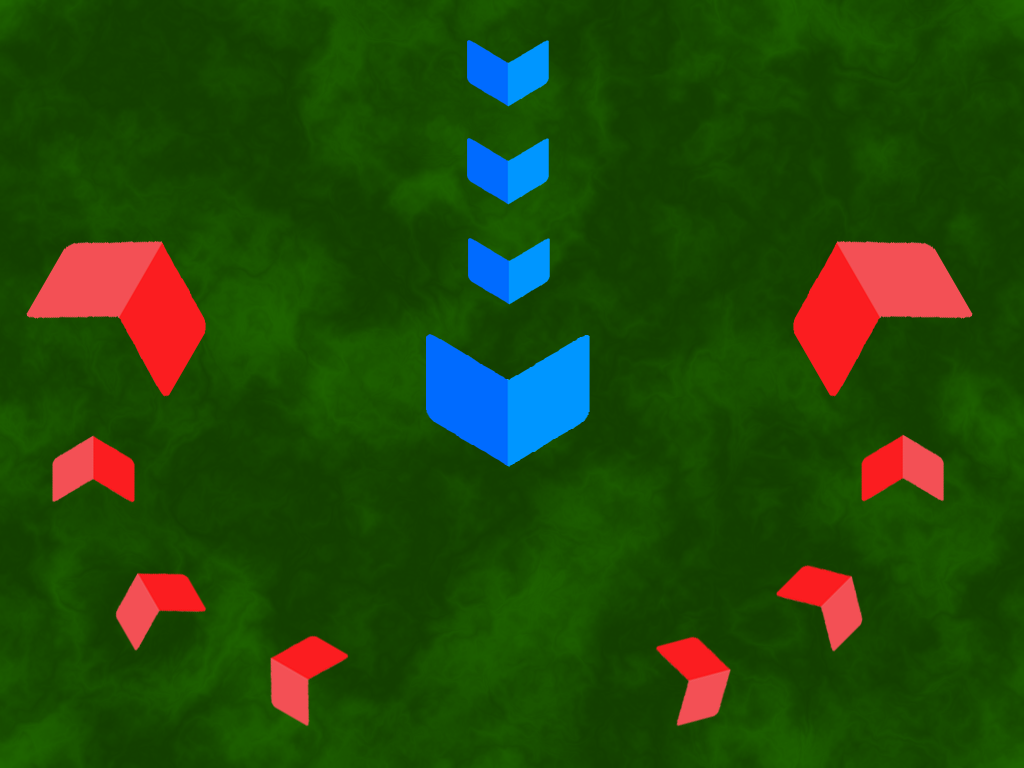
En schematisk bild där den röda styrkan utför dubbel omfattning mot den framryckande blå styrkan.